# Oléac-Debat
Oléac-Debat è un comune francese di 171 abitanti situato nel dipartimento degli Alti Pirenei nella regione dell'Occitania.

## Storia

### Simboli
Lo stemma è stato adottato nel 2023.

## Società

### Evoluzione demografica
Abitanti censiti